# Nowy Barkoczyn (stacja kolejowa)
Nowy Barkoczyn – nieczynna stacja kolejowa w Nowym Barkoczynie.

## Historia

### Tło powstania
Linia kolejowa Pszczółki-Kościerzyna na której znajduje się stacja Nowy Barkoczyn powstała w 1885 w ramach budowy Królewskiej Kolei Wschodniej.

### 1885-1945
Linia 233 aż do 1930 była najkrótszą trasą łączącą Kościerzynę z Gdańskiem a potem z Trójmiastem.

### po 1989
Ruch pociągów został wstrzymany w 1994 roku. Później linia była obsługiwana jeszcze zastępczą komunikacją autobusową.

## Linia kolejowa
Przez Nowy Barkoczyn przechodzi linia kolejowa nr 233, obecnie rozebrana linia była niezelektryfikowana, normalnotorowa, jednotorowa.

## Pociągi

### Pociągi osobowe
Stacja w Nowym Barkoczynie była mijanką na której przez cały okres funkcjonowania stacji mijały się pociągi
Ruch pociągów osobowych został wstrzymany w 1993 roku.

### Ruch towarowy
Ruch pociągów towarowych został wstrzymany w 2001 roku.

## Infrastruktura

### Dworzec
Dworzec jest obecnie zamieszkany.

### Peron
Perony są niskie, nie kryte. Nawierzchnia peronów była pokryta płytami chodnikowymi, obecnie niewierzchnia jest rozebrana.